# Pheng Xat Lao

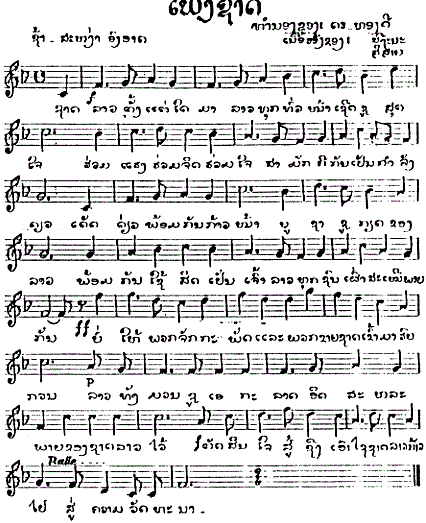

Pheng Xat Lao är Laos nationalsång. Den komponerades 1941 av Thongdy Sounthonevichit (1905-1968) och blev nationalsång 1947. När folkrepubliken Laos utropades 1975 byttes texten ut.